# 李滄 (正德進士)
李滄（1469年—1515年），字一清，號石泉，浙江金華府永康縣人，民籍，明朝政治人物。

## 生平
弘治十一年（1498年）戊午科浙江鄉試第八十名舉人，正德三年（1508年）中式戊辰科會試第一百二十四名，二甲第七十二名進士。授南京工部营缮司主事，奉差督甓仪真及管理龍江關竹木抽分厂，廉慎有为，人不敢以私事干预，虽中官同事者亦严惮之。閑暇之餘輙与崑山魏校、永丰夏尚朴讲学，研究理学。正德十年卒于官，卖马以敛，乡人高其风操，捐私钱为其树牌坊，章枫山题其额曰“清修吉士”。

## 家族
曾祖李秉良；祖父李仲仁；父李鑑，母蔣氏。慈侍下。兄李潮、李澄、李澤。